# Steven Nielsen
Steven Christoffer Nielsen (* 6. Juni 1996 in Dragør) ist ein dänischer American- und Canadian-Football-Spieler auf der Position des Offensive Tackles. Er spielte College Football für die EMU Eagles an der Eastern Michigan University in Ypsilanti im US-Bundesstaat Michigan.

## Werdegang
Jugend- und Amateurbereich
Nielsen begann als Dreizehnjähriger bei den Amager Demons mit dem American Football. Als 2012 die AFC Ørestaden Spartans gegründet wurden, schloss sich Nielsen dem Team an. Darüber hinaus hat er auch in der dänischen U17- und U19-Nationalmannschaft gespielt. Durch den damaligen dänischen Bundestrainer kam der Kontakt zur La Lumiere High School zustande, die Nielsen schließlich 2014 rekrutierten. Nielsen, der für die Lakers auch im Lacrosse aktiv war, spielte zwei Spielzeiten für das Team aus dem US-Bundesstaat Indiana und kam dabei sowohl in der Offensive als auch in der Defensive Line zum Einsatz. 2015 war Nielsen zudem Teil des Weltentwicklungsteams des Weltverbandes IFAF. Zudem nahm er mit Dänemark an der Junioren-Europameisterschaft in Dresden teil.  Ein Jahr später wurde er zum Euro Futures All-Star Game eingeladen.
2016 verpflichtete sich Nielsen als Zwei-Sterne-Rekrut für die Eastern Michigan University aus der NCAA Division I. Nielsen setzte sich bereits in seiner Freshman-Saison gegen einen Senior-Spieler durch und bekleidete ab der Saisonmitte einen Startplatz als Offensive Tackle. Nach der Saison 2018 wurde Nielsen in das dritte All-Conference berufen. Darüber hinaus erhielt er 2019 eine Nominierung in das All-Conference Preseason First Team. Insgesamt hat Nielsen in seiner College-Karriere 49 Spiele bestritten und mit Eastern Michigan drei Postseason-Bowl-Spiele erreicht. Darüber hinaus verhalf er den Eagles zu drei aufeinanderfolgenden Siegen gegen Power-Five-Gegner.
Professionelle Karriere
Beim NFL Draft 2020 wurde Nielsen von keinem Franchise der National Football League (NFL) ausgewählt. Nur wenige Stunden nach Abschluss des Drafts wurde er jedoch von den Jacksonville Jaguars unter Vertrag genommen. Das kalifornische Team entließ Nielsen Anfang August während der NFL Preseason.
Beim CFL Global Draft 2020 der kanadischen Profiliga CFL wurde Nielsen als zweiter Spieler vom Edmonton Football Team, inzwischen Edmonton Elks, ausgewählt. Zwei Wochen später unterschrieb Nielsen seinen Vertrag. Nielsen gab am 7. August 2021 gegen die Ottawa Redblacks sein CFL-Debüt und kam im Saisonverlauf in weiteren zwölf Spielen zum Einsatz. In Woche 14 stand er erstmals als Right Tackle in der Startaufstellung bei einem CFL-Spiel. In der CFL-Saison 2022 war er von Saisonbeginn an Teil des aktiven Rosters und lief in 17 Spielen für die Elks auf. Damit gehörte er zu den erfolgreichsten globalen Spielern in der CFL.
Für die Saison 2023 unterschrieb Nielsen einen Vertrag bei den Raiders Tirol aus der European League of Football (ELF). In diesem Zusammenhang gaben die Elks die Entlassung von Nielsen bekannt.

## Privates
Nielsen hat zwei Brüder. Er studierte an der Eastern Michigan University Sportmanagement und Kommunikation. Dabei wurde er 2017 und 2018 von der Mid-American Conference für seine akademischen Leistungen ausgezeichnet.